# ダントン (戦艦)
|          | |
| 艦歴     | |
| 発注     | ブレスト海軍造船所 |
| 起工     | 1906年 |
| 進水     | 1909年7月4日 |
| 就役     | 1911年6月1日 |
| その後   | 1917年3月19日に戦没 |
| 除籍     | |
| 性能諸元 | |
| 排水量   | 基準 18,360トン、満載 19,400トン |
| 全長     | 146.4m、水線長：144.9 m |
| 全幅     | 25.8 m |
| 吃水     | 9.2 m |
| 機関     | ベルヴィール式石炭専焼缶26基＋ パーソンズ式ギヤード・タービン4基4軸 最大出力：22,500hp                                                          |
| 最大速力 | 19.25ノット |
| 乗員     | 923名 |
| 兵装     | Model 1906 30.5cm（45口径）連装砲2基、 Model 1906 24cm（50口径）連装砲6基、 7.5cm（65口径）単装砲16基、 4.7cm単装砲10基、 45cm水中魚雷発射管2門 |

ダントン (Danton) はフランス海軍の戦艦。ダントン級のネームシップである。

## 艦歴
1906年起工。1909年7月4日進水。1911年6月1日就役。
竣工のわずか1週間後、ジョージ5世の戴冠記念観艦式に参列すべくイギリスに派遣されている。
第一次世界大戦では、ダントンはフランス海軍の地中海艦隊に配属され、地中海のシーレーンをオーストリア＝ハンガリー帝国海軍から防衛すべく護衛活動に従事した。また、オスマン帝国海軍の巡洋戦艦ヤウズ・スルタン・セリムを黒海へ閉じ込めておくためのダーダネルス海峡封鎖作戦にも参加している。
1917年3月19日正午、ダントンはトゥーロン軍港での整備を終え、ギリシャ西方のケルキラ島へ向かっていた。同地でオーストリア＝ハンガリー海軍をアドリア海に閉じ込めておくためのオトラント海峡封鎖作戦に合流する予定だった。この時ダントンは通常より多くの人員を乗せていた。出港後はUボートを避けるためジグザグ運動を行いつつ東進していったが、サルデーニャ島南方のティレニア海まで進んだところでドイツ潜水艦U-64が放った魚雷2本が命中。沈むまでに45分と一応の余裕があり、かつ各指揮官の冷静な対応により1200人近い乗員のうち戦死者は296人に留まった。残る860人は護衛の駆逐艦マシュー(Massue)や哨戒艇によって救助された。U-64は駆逐艦からの爆雷攻撃をかいくぐって逃走に成功したが、1918年6月17日にHMSリクニスの攻撃により撃沈された。
フランス海軍では本艦の喪失を重く見て、戦艦の対水雷防御に重要な改良余地が有るとして、残る姉妹艦と既存戦艦らの水線下区画に、魚雷への防御効果を狙って充填剤を注入した。これにより姉妹艦ヴォルテールはダントンの時と同じく魚雷2本を受け水線下に大破口が開いたが、前述の充填剤のおかげで大浸水まで至らず敵潜に対し備砲で応戦しつつ自力で最寄の港へ帰還することが出来た。
2007年12月に残骸がサルデーニャ島沖で発見された。